# Kongō-ji
Le Kongō-ji (金剛寺) est un temple bouddhiste situé à Kawachinagano, dans la Préfecture d'Osaka, au Japon. Il est le temple principal de la secte Shingon Omuro. Il porte également le nom de montagne Amanosan Kongō-ji (天野山 金剛寺). C'est le septième temple du pèlerinage Shin Saigoku 33 Kannon (新西国三十三箇所). Il est remarquable car on y trouve un grand nombre d’éléments du patrimoine culturel du Japon,,.

## Histoire
Selon la légende du temple, l'un des 84 000 stupas construits par l' empereur indien Ashoka se trouvait à Kawachinagano. Le temple a été fondé pendant l'Ère Tenpyō (729–749) à la demande de l'empereur Shōmu par le prêtre Gyōki. Au début de l'Époque de Heian, Kōbō-Daishi (Kūkai), le fondateur du bouddhisme Shingon, aurait étudié dans le temple.

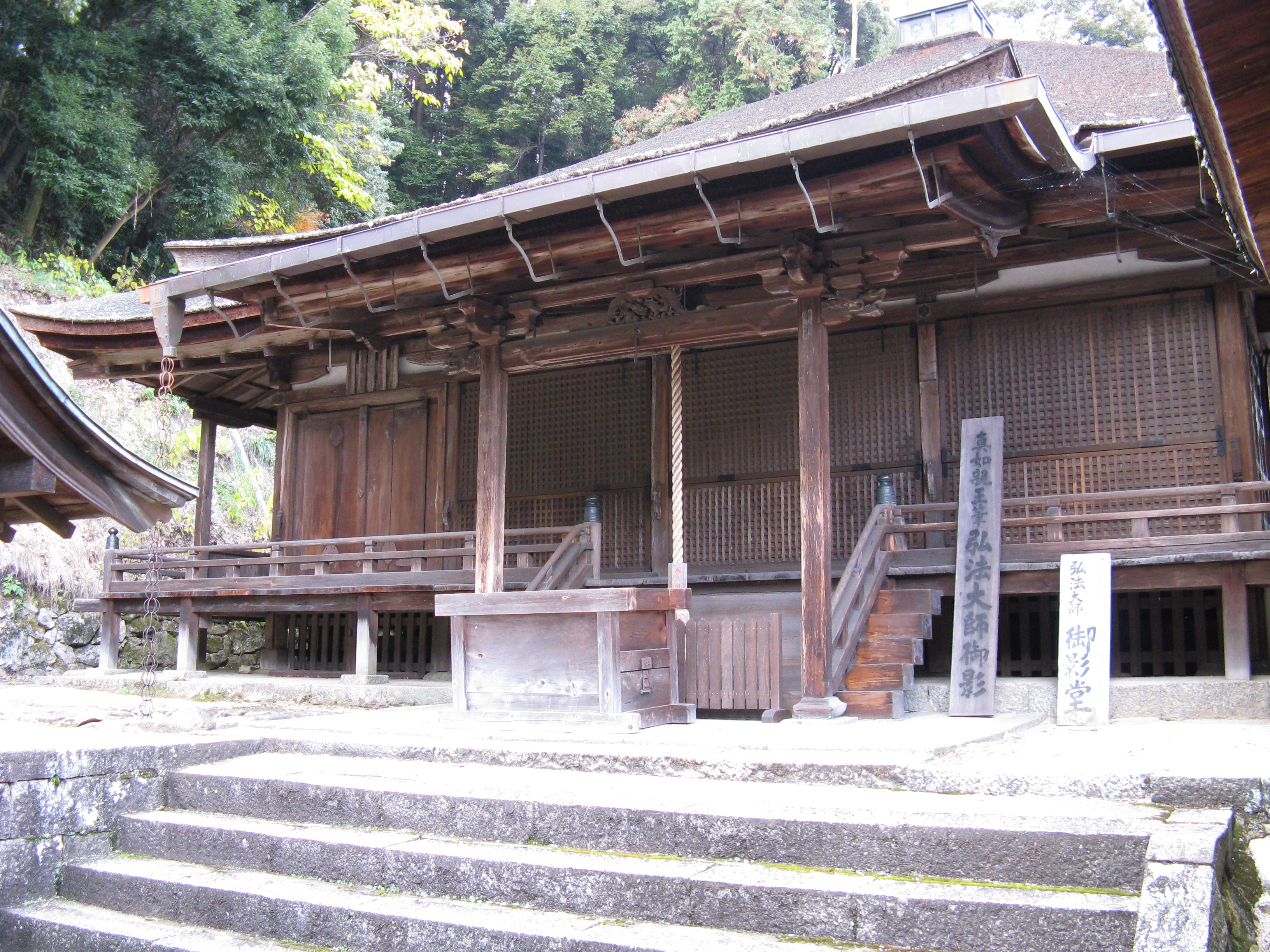
Bâtiment Mie

Après 400 ans d'existence, le temple tombait en ruines. Cependant, à la fin de la période Heian, le prêtre Akan du Mont Kōya Akan (阿観)  (1136-1207) vivait dans la région. Profondément vénéré, avec l'aide de l'empereur Go-Shirakawa et de sa sœur Hachijō-in Akiko (1137–1211), il relance le temple. Akan apporte une image de Kōbō-Daishi dessinée par le Prince Takaoka (799–865) depuis le Kōyasan et la fait installer dans le bâtiment Miei nouvellement érigé. Les structures actuelles sont de cette époque. Le temple était alors connu sous le nom de "Kōyasan des femmes" car, contrairement à de nombreux autres temples, les femmes étaient autorisées à y prier,,.
À la fin de l'Époque de Kamakura, le Kongō-ji est lié à l'empereur Go-Daigo et est la base de la Cour du Sud pendant l'Époque Nanboku-chō. De 1354 à 1360, l'empereur Go-Murakami installe un logement temporaire au sous-temple Mani-in (摩尼 院), ainsi qu'un réfectoire. Pendant cette période, trois empereurs de la Cour du Nord, Kōgon, Kōmyō et Sukō, sont emprisonnés dans le Kanzō-in (観 蔵 院) , sous-temple du Kongō-ji,,. Kōmyō est libéré en 1355, les deux autres en 1357.

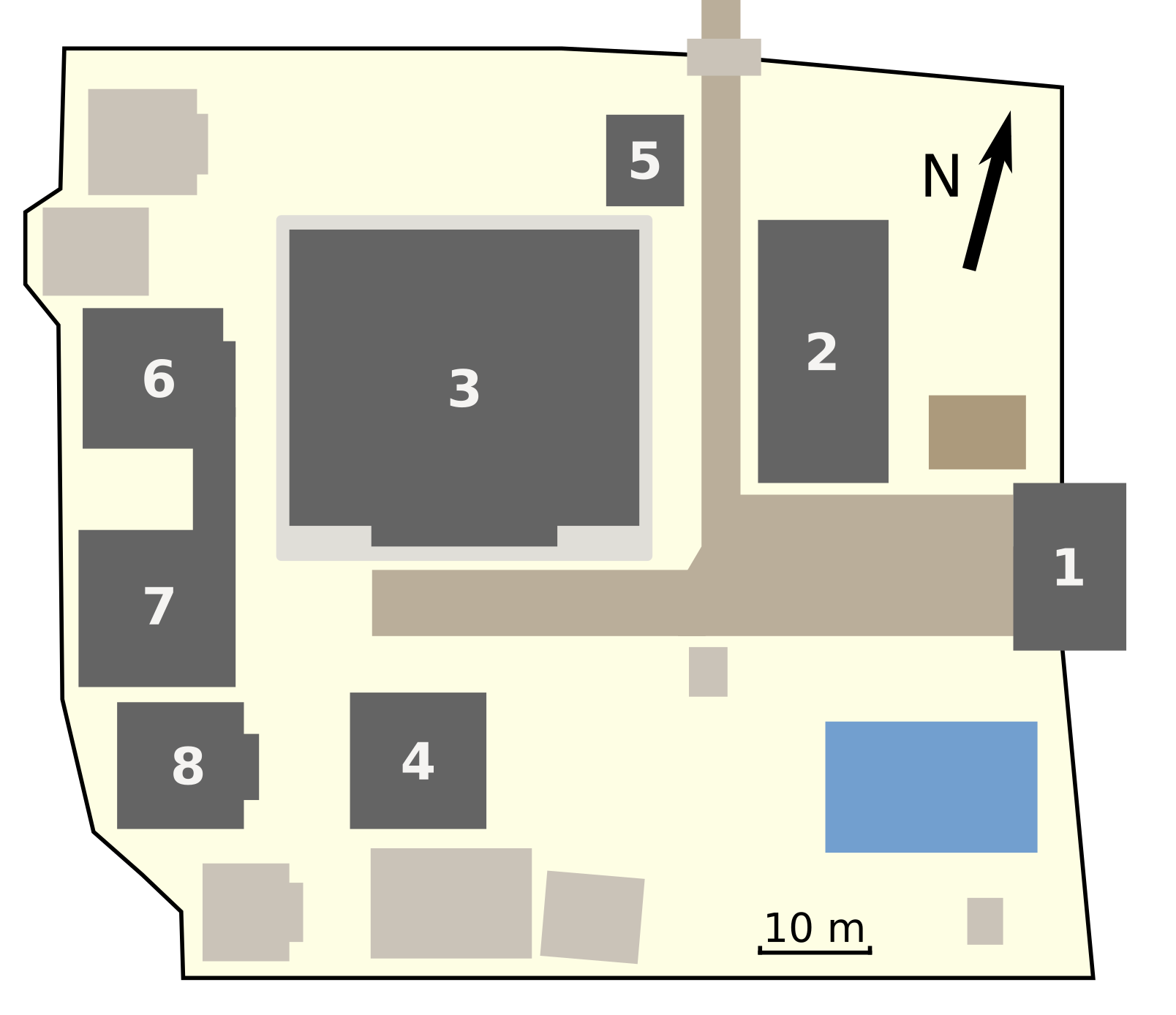
Plan du temple

À la fin de la période Nanboku-chō, la production de riz, de charbon de bois, de bois et surtout de saké amano  contribuent à la prospérité du temple. Il existe alors plus de 90 sous-temples. Sous le patronage d'Oda Nobunaga et de Toyotomi Hideyoshi, le temple prospère et il possède un territoire de 307 koku à la fin de l'Époque d'Edo. C'est une des raisons pour lesquelles un grand nombre de biens culturels ont été préservés dans le temple. Les bâtiments sont réparés en 1606 par Toyotomi Hideyori et en 1700 par décret de Tokugawa Tsunayoshi.
Aucun travail majeur n'a plus lieu avant 2009, date à laquelle le démontage et la réparation des bâtiments ont été décidés. Cela coïncide avec la réparation du groupe de sculptures principales et avec leur désignation ultérieure en tant que trésor national en 2017. Les travaux de préservation ont été subventionnés par l'Agence pour les Affaires culturelles et la ville de Kawachinagano pour un total de 1,65 milliard de yens. Ils ont été réalisés sur une période de 9 ans à partir de 2009.

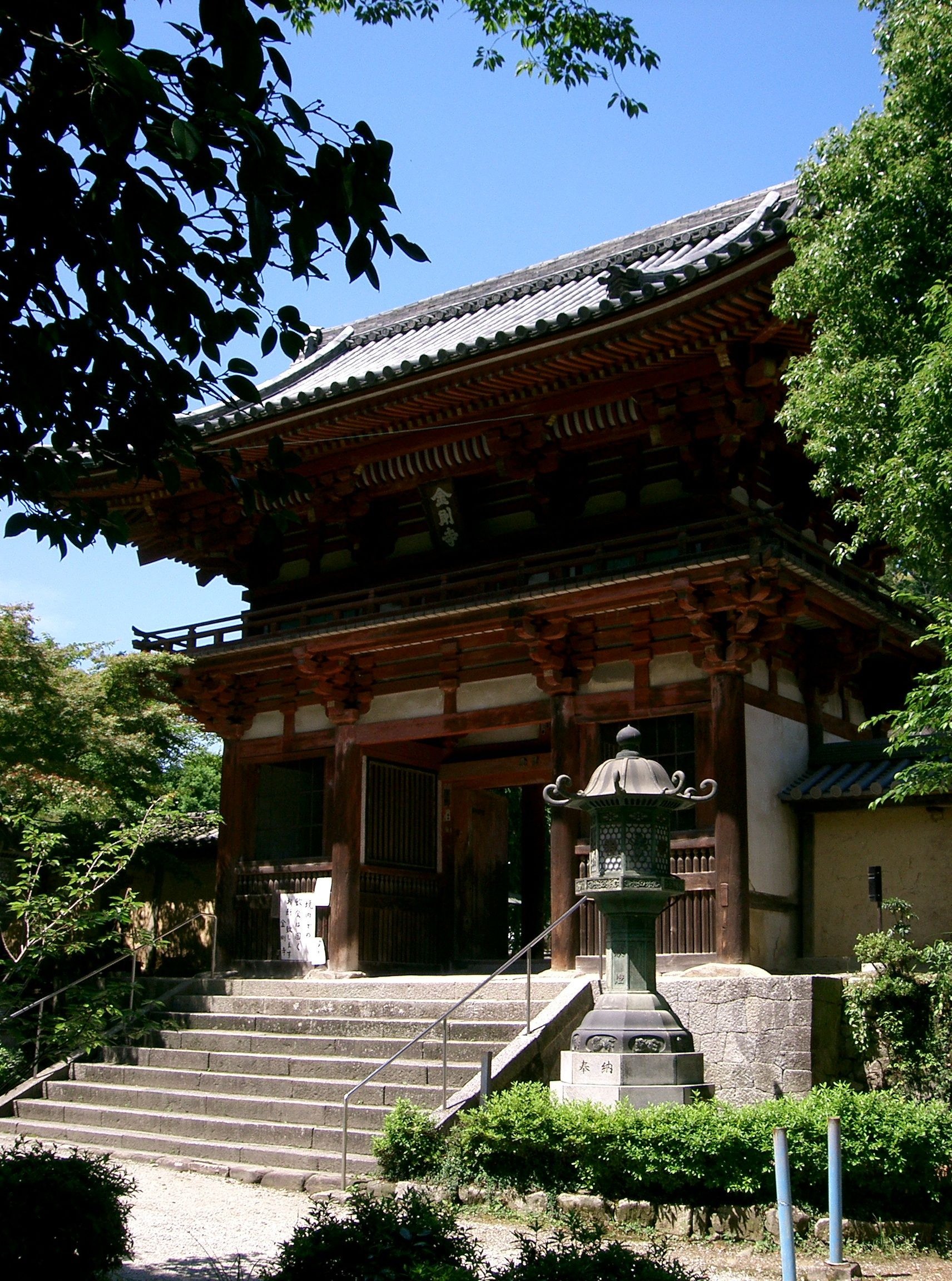
Porte du temple

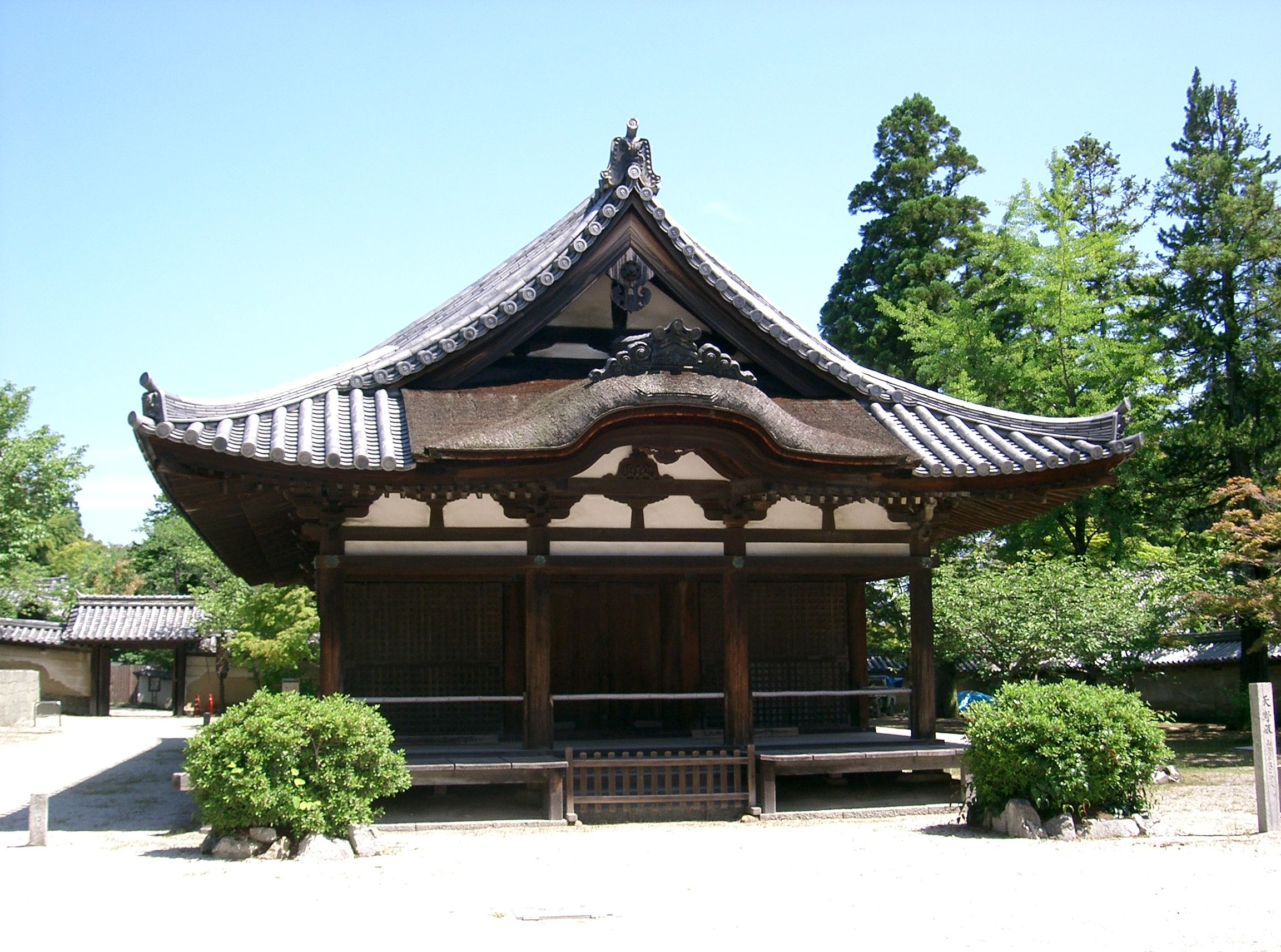
Réfectoire

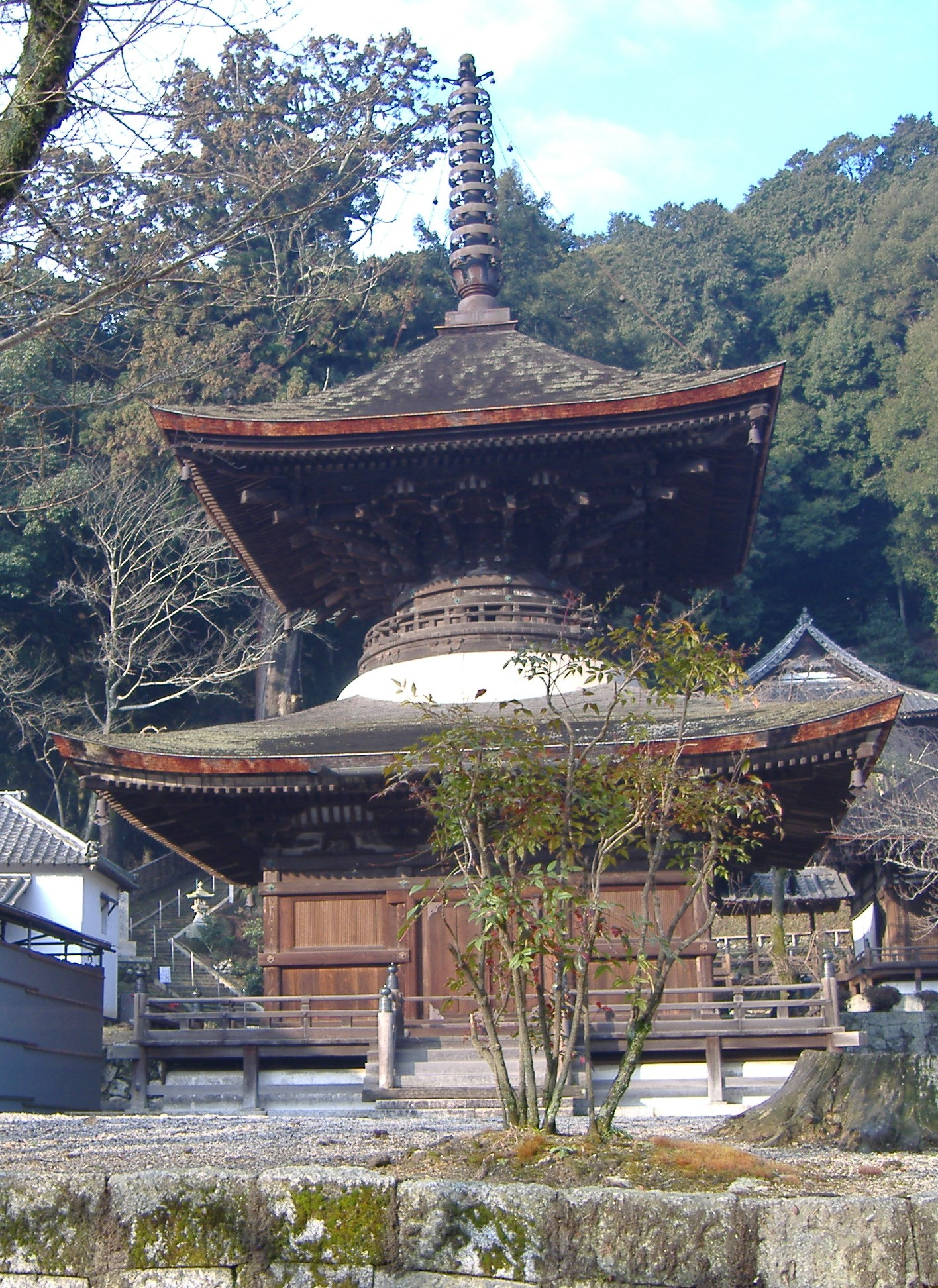
Tahōtō

De nombreuses structures architecturales du temple sont désignées comme biens culturels importants .

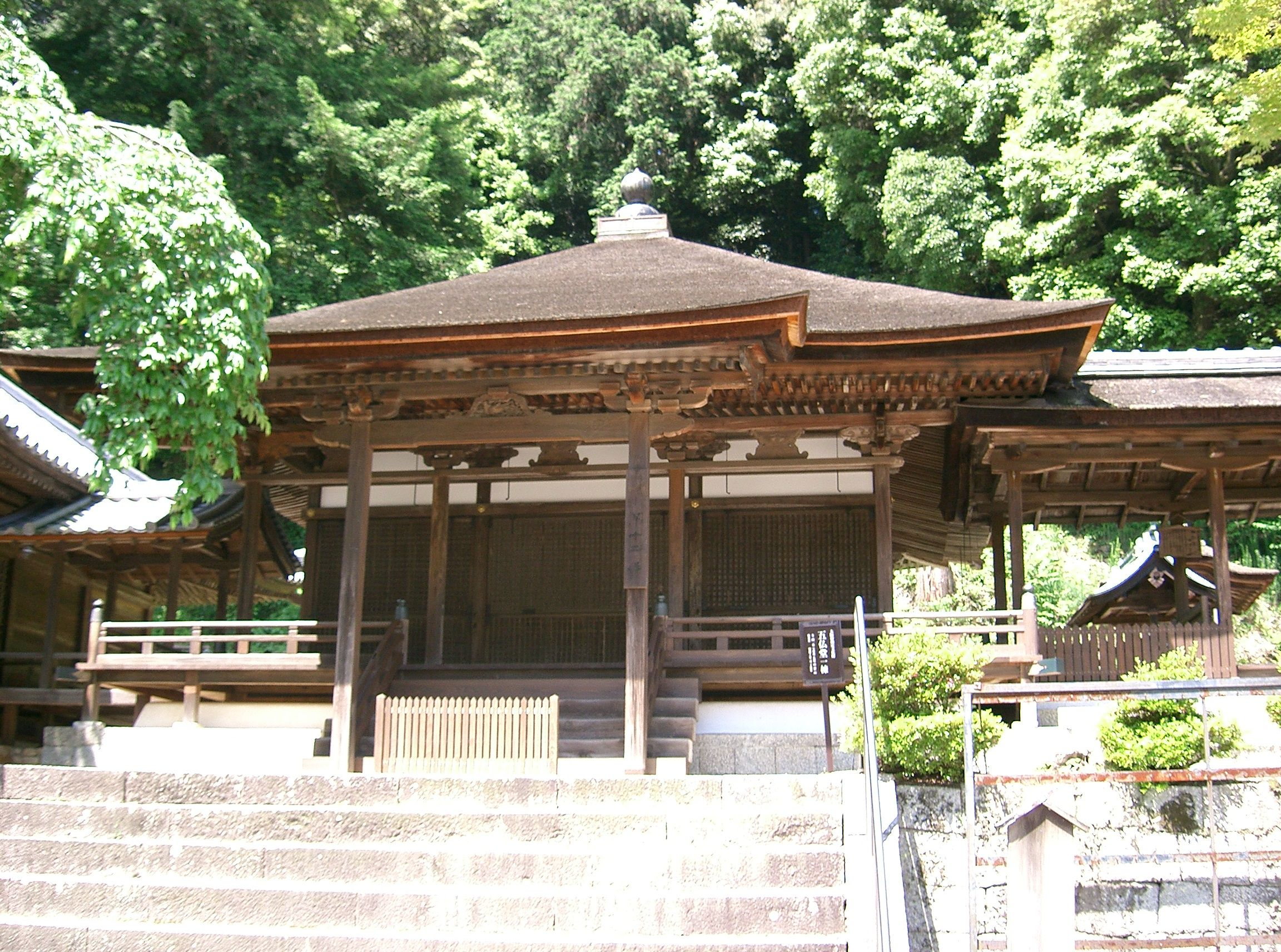
Bâtiment Gobutsu

## Biens culturels
Le temple abrite un grand nombre de biens culturels parmi lesquels cinq ont été désignés comme trésors nationaux et 29 comme biens culturels importants.

### Trésors nationaux
Installé dans le kondō, le principal groupe sculptural se compose de statues assises de Dainichi Nyorai, Fudō Myōō et Trailokyavijaya et est en partie une œuvre de Gyōkai (行快), un disciple de Kaikei. Les trois sculptures ont été faites en bois coloré sur une période de 50 ans, le Dainichi Nyorai datant de la fin de l'Époque de Heian, v. 1180, et le Fudō Myōō de 1234, Époque de Kamakura. Ils mesurent 313.5 cm (Dainichi Nyorai), 201.7 cm (Fudō Myōō) et 230.1 cm (Trailokyavijaya) respectivement. Ces groupes apparaissent dans le mandala Sonshō (尊勝 曼荼羅) du bouddhisme vajrayāna. À la suite d'une restauration et d'une enquête à grande échelle lors de l'Ère Heisei, un texte écrit à l'encre a été trouvé dans le ventre des statues, donnant la date et l'auteur du Fudō Myōō. Le groupe a été par la suite, en 2017, désigné trésor national,.
Le temple possède une paire de trésors nationaux de l'Époque de Muromachi (milieu du XVIe siècle), des paravents à six sections (byōbu) connus sous le nom de Paysage des quatre saisons (紙本著色日月四季山水図, shihon chakushoku jitsugetsu shiki sansui-zu). Dessinés à l'encre et couleur sur papier avec fond feuille d'or, les écrans mesurent 147.0 x 313.5 cm chacun. On dit qu'ils étaient l'un des ustensiles utilisés lors du rituel ésotérique kanjō (灌頂),,,.

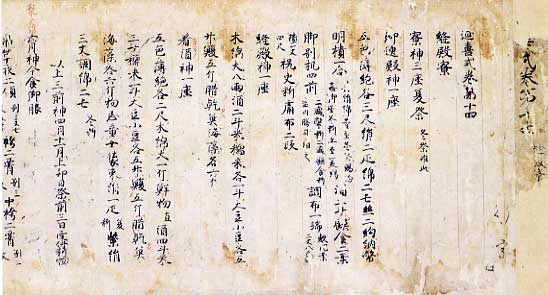
Engishiki, édition Kongō-ji

Deux trésors nationaux du temple concernent le Engishiki, un livre sur les lois et les coutumes japonaises, compilé entre 905 et 927. Les deux sont des transcriptions de 1127, mais comme l'original est perdu, ils représentent les plus anciens exemplaires existants de l'œuvre. L'un se compose de trois rouleaux et contient le volume 12 et des fragments de volumes 14 et 16. L'autre est un rouleau avec les volumes 9 et 10, qui contiennent un registre des sanctuaires au Japon,,.

### Biens culturels importants

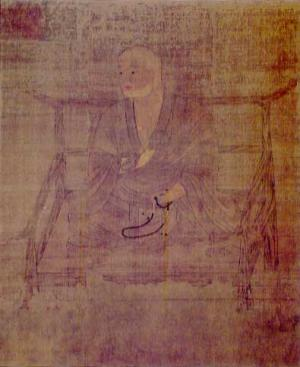
Kōbō Daishi

En plus des structures architecturales mentionnées ci-dessus, le Kongō-ji détient des biens culturels importants dans la catégorie des arts et de l'artisanat.

#### Peintures
- Kōbō-Daishi, peinture sur soie, de l'Époque de Heian[12]
- Kokūzō Bosatsu, peinture sur soie, période Kamakura[13]
- Mandala des Cinq Secrets (五 秘密 曼荼羅), peinture sur soie, période Kamakura[14]
- Mandala Sonshō (尊勝 曼荼羅 図), peinture sur soie, période Kamakura[15]

#### Sculptures
- une Kannon Bosatsu debout en bronze de la Période d'Asuka, maintenant au Musée national de Nara[16]

- Figures assises en bois de l'Époque de Heian des cinq dhyani bouddhas hébergées dans le Gobutsu-dō [17]

- une figure assise en bois de Dainichi Nyorai du début de l'période Kamakura, sur un piédestal de lotus et avec un halo avec 37 kebutsu (化 仏), manifestations de nyorai dans un autre corps. La sculpture date d'entre 1172 et 1192 et est hébergée dans le tahōtō. Elle mesure 80.4 cm (avec son halo, 116.5 cm)[18]

- une paire de nitennō debout en bois, d'époque Kamakura, située à l'intérieur du rōmon, et datée de 1279[19].

#### Artisanat

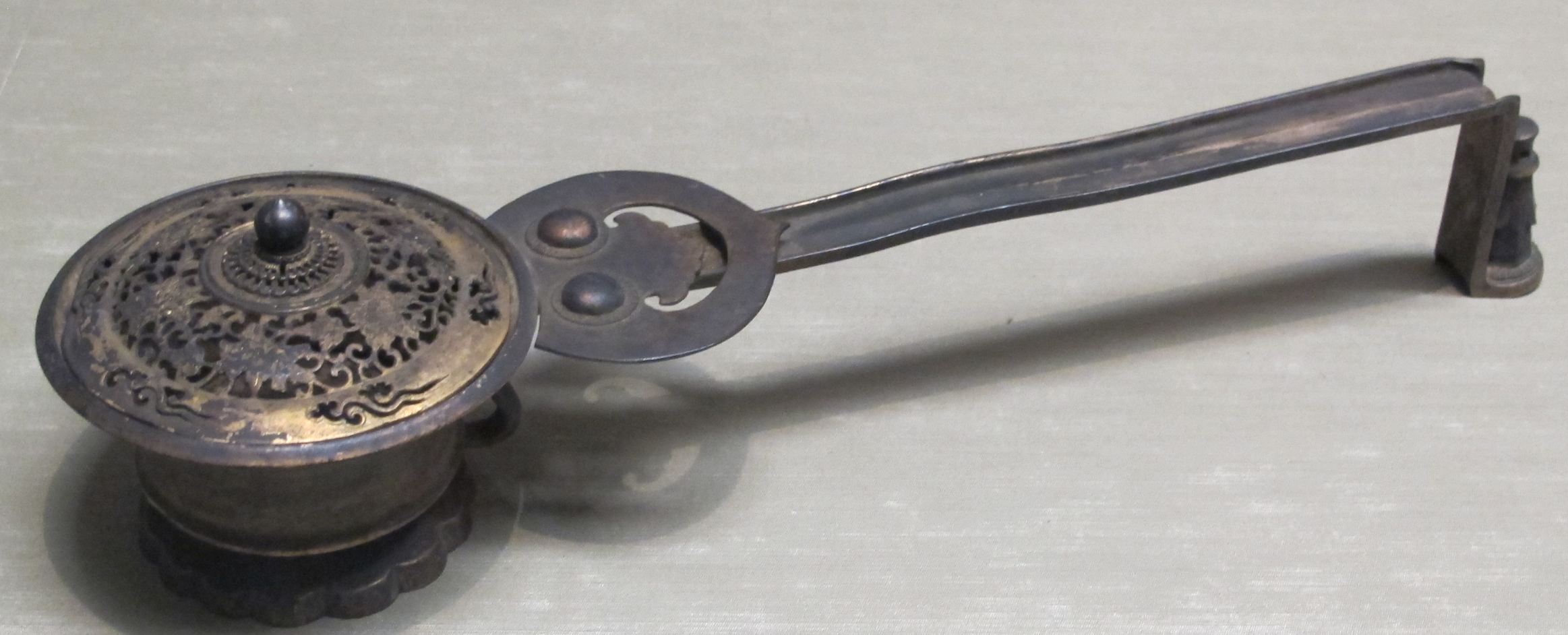
Encensoir

- un encensoir d'époque Kamakura en cuivre doré, mesurant 36.0 (longueur totale), avec une largeur de poignée de 2.1 cm et un récipient de 8.1 cm de hauteur et 10.3 cm de diamètre. On pense que le couvercle est un ajout ultérieur; il est décoré de "asagao". L'encensoir est maintenant au Musée national de Tokyo .
- un coffret en bois laqué d'époque Kamakura avec des garnitures en bronze doré datant de 1320, actuellement au musée national de Nara. La boîte mesure 36.3 x 12.7 x 14.0 cm et était utilisée pour les documents d'ordination[20].
- une petite boîte en laque d'époque Heian, actuellement au Musée national de Kyoto. Elle mesure 27.4 x 41.2 x 19.0 cm et est recouvert de laque avec un dessin de moineaux dans un champ en technique makie-e. L'intérieur est décoré de branches et de fleurs de prunier[21].

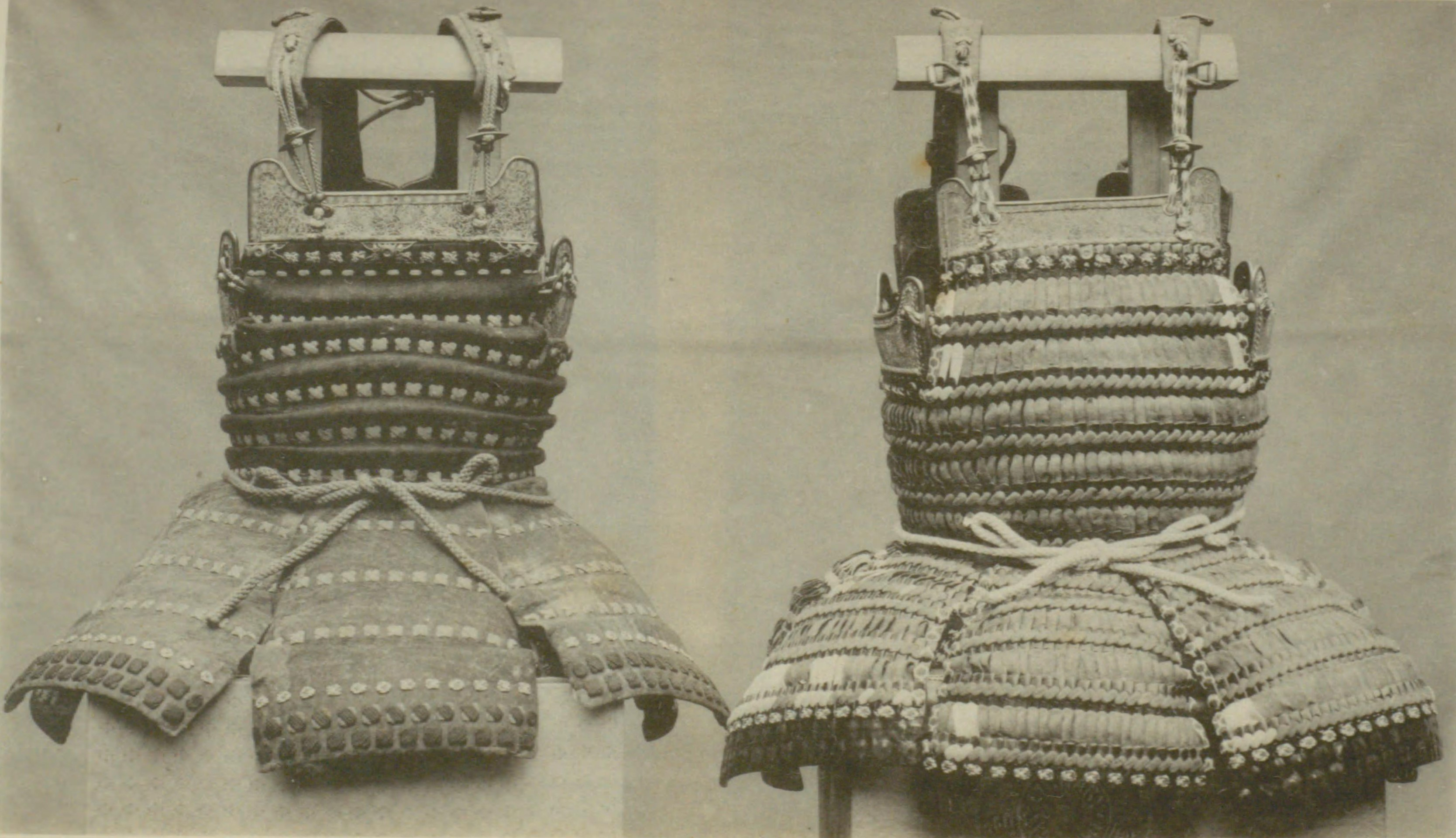
Deux armures haramaki

- un ensemble d'armures haramaki et hizayoroi des périodes Muromachi et Nanboku-chō[22]
- un miroir en cupronickel d' époque Kamakura avec des fleurs et des oiseaux [23]
- une table en forme de papillon à trois pieds d'époque Kamakura avec une arabesque de lotus, une incrustation de raden et un plateau semi-circulaire. Fabriquée en bois recouvert de laque avec des accessoires métalliques. Hauteur: 45.5 cm, panneau: 38.5 x 21.3 cm[24]
- une boîte de sutra d'époque Heian avec motif de lotus en technique maki-e, maintenant au Musée national de Tokyo [25]

#### Littérature

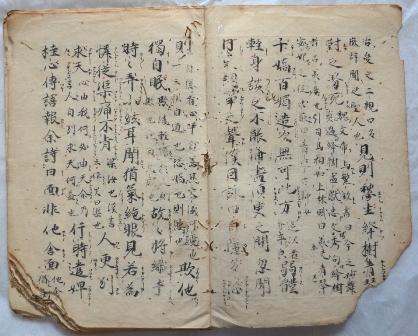
You Xian Ku

- un rouleau d'époque Heian du volume 8 du Sūtra du Lotus avec des lettres dorées sur papier bleu foncé, de 1148, œuvre de Fujiwara no Motohira[26]
- un rouleau d'époque Heian du sutra Hōkyōin-darani écrit avec de la peinture dorée sur papier bleu foncé[27]
- 12 volumes du sutra Nirvana de la période Kamakura, chacun avec un post-scriptum de l'empereur Murakami de 1359[28]
- un rouleau du sutra Hōkyōin-darani de la période Heian[29]
- un rouleau de la période Heian sur la vie et les vœux de Fugen[30]
- une copie du roman chinois du VIIe siècle You Xian Ku, écrit par Zhang Wencheng, réalisée en 1321. Ce livre mesure 25.5 x 16.2 cm[31],[32].

#### Documents anciens
- une lettre de Kusunoki Masashige exprimant son désir d'aider à la défense du Kongō-ji à la suite de la rumeur d'une attaque par le shogunat de Kamakura après l'échec de la tentative de prendre le pouvoir du bakufu[33],[34]